# Magic Park Verden
Koordinaten: 52° 56′ 3″ N, 9° 16′ 16″ O

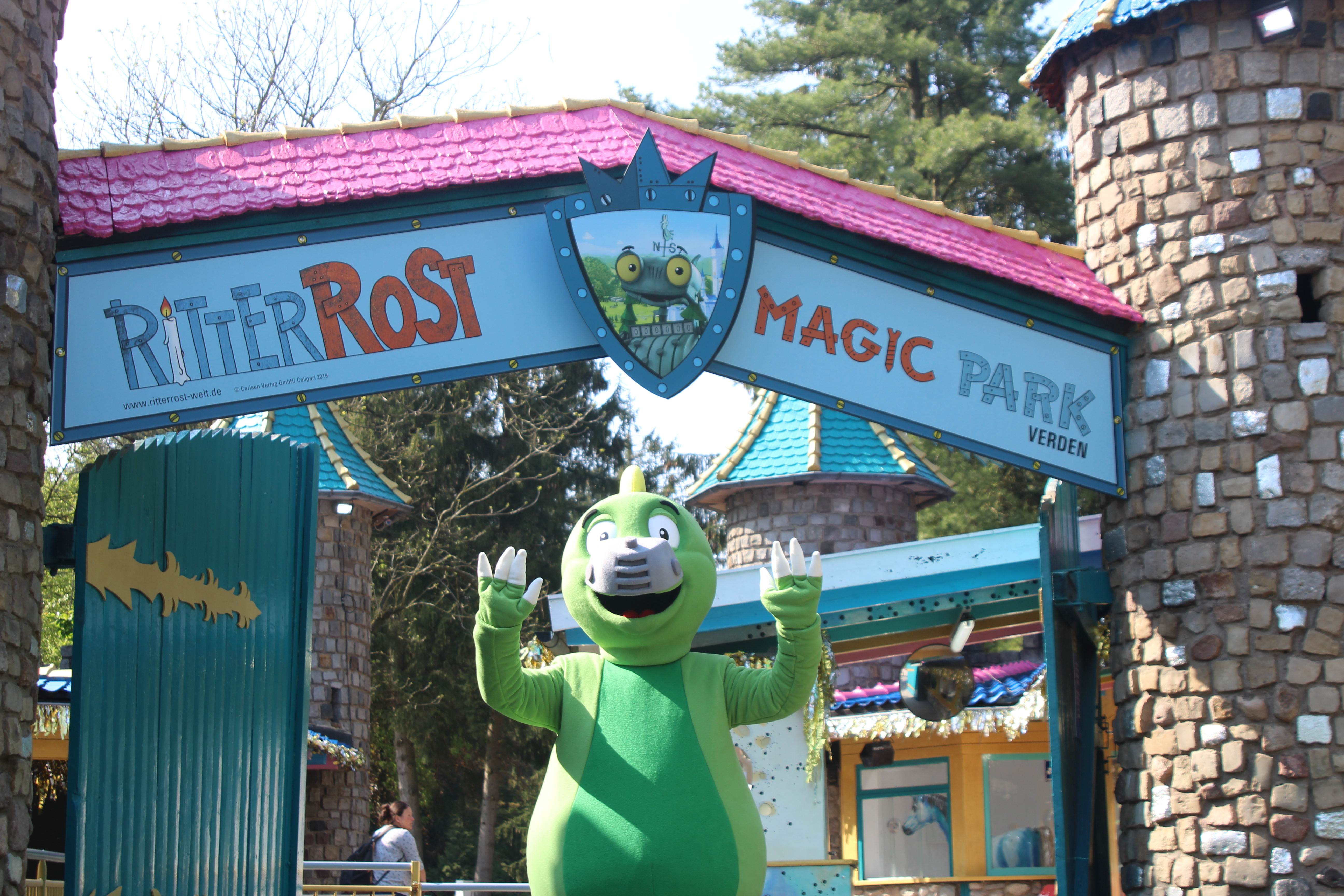
RitterRost-Magic Park 2019

Der Magic Park Verden ist ein Freizeitpark in Verden (Aller), der zwischen Hannover und Bremen an der A 27 liegt. Der Park bezeichnet sich als „Deutschlands einziger Freizeitpark der Magie!“. Dementsprechend hat er sich thematisch auf die Gebiete Zauberei und Märchen spezialisiert. Er ist auch eine Station der Deutschen Märchenstraße. Im Märchenwald sind sieben Märchen in Großkulisse zu sehen, beginnend mit Hänsel und Gretel.

## Geschichte
Unter dem Namen Märchenpark Verden wurde das Gelände im Jahr 1971 eröffnet. Nach einigen Eigentümerwechseln wurde der Name Freizeitpark Verden eingeführt, als im Februar 2002 die Insolvenz drohte. Der Serengeti-Park unter der Leitung von Familie Sepe übernahm den Park und startete einen Neuanfang mit verändertem Namen und Konzept.
Mit Beginn der Saison 2019 wurde der Name in RitterRost-Magic Park Verden geändert. Es wurde eine langfristige Kooperation mit dem Rechtegeber Carlsen Verlag geschlossen.
Zur Saison 2025 wurde der Park an die neuen Eigentümer Bastian Lampe und Tom Becker verkauft. Gleichzeitig wurde der Park in Magic Park Verden umbenannt und die Lizenzverträge zu Ritter Rost nicht weiter verlängert.

## Attraktionen
Im Magic Park Verden stehen eine Wildwasserbahn, eine Familienachterbahn, die Themenfahrt Drachen Magic, eine Schiffschaukel, ein Kettenkarussell, eine Kindereisenbahn sowie Boots-, Floß- und Treckerfahrten, Oldtimerbahn und der Trimm-dich-Pfad zur Verfügung.
Des Weiteren gibt es einen Streichelzoo, eine Minigolf-Anlage, eine Dinosaurierinsel, eine Hüpfanlage mit Trampolinen und einer Hüpfburg sowie eine Spiellandschaft in Form eines Märchenschlosses.
Zudem gibt es ein Theater für ca. 300 Zuschauer.

### Achterbahnen
| Name             | Typ                | Hersteller   | Eröffnungsjahr | Bemerkungen | Referenzen  |
| ---------------- | ------------------ | ------------ | -------------- | --- | ----------- |
| Eiserne Schlange | Familienachterbahn | Zierer Rides | 2003           | Fuhr bis 2018 unter dem Namen Familienachterbahn. Die Bahn wurde ursprünglich 1977 als Seeschlange im Hansa-Park eröffnet und fuhr dort bis 1992. Danach befand sie sich bis 2002 als Colorado Express im Varde Sommerland (Dänemark), bevor sie in den Magic Park kam. | [ 7 ] [ 8 ] |

#### Ehemalige Achterbahnen
| Name            | Typ                | Hersteller | Eröffnungsjahr | Schließungsjahr | Bemerkungen | Referenzen |
| --------------- | ------------------ | ---------- | -------------- | --------------- | --- | ---------- |
| Die! Wilde Maus | Familienachterbahn | S&MC       | 2002           | 2006            | Bevor die Bahn in den Magic Park kam, fuhr sie von 1994 bis 2001 auf deutschen Volksfesten. Von 2007 bis 2014 fuhr die Bahn im Serengeti-Park unter demselben Namen. Der Schausteller Anton Kaiser kaufte die Bahn und bereist damit seit 2016 Volksfeste unter dem Namen Coco Beach. | [ 10 ]     |